# Kwon Ri-se
Pour les articles homonymes, voir Kwon (homonymie).
Kwon Ri-se (16 août 1991 - 7 septembre 2014), plus communément connue par son nom de scène RiSe, était une chanteuse Corée. Elle faisait partie du girl group sud-coréen Ladies' Code signé chez Polaris Entertainment. Avant de rejoindre Ladies' Code, elle a participé à Miss Korea 2009 et a été couronnée "Miss Korea Japan Jin". Elle faisait partie du Top 12 de Star Audition The Great Birth sur MBC. Née à Fukushima au Japon, elle parlait aussi bien couramment japonais que coréen.

## Biographie
Rise est née au Japon et était une coréo-japonaise de 4e génération. Elle a fréquenté le Korea Junior High School à Fukushima, la Tokyo Korean School et a fait ses études supérieures à l'Université de Seikei, où elle a étudié l'économie et l'administration des affaires. Avant de rejoindre Ladies' Code, Rise était mannequin et a participé à Miss Korea 2009 en tant que représentante du Japon. Elle a signé avec KeyEast après Star Audition The Great Birth en 2011.
En 2011, Rise apparaît dans la troisième saison de la téléréalité de MBC We Got Married, où elle formait un couple avec l'ex-participant à Birth of a Great Star, David Oh,. Elle a joué dans une publicité pour le LG Optimus 3D avec David Oh la même année.
En 2013, le contrat de Rise avec KeyEast prend fin, elle signe alors un nouveau contrat avec Polaris Entertainment où elle souhaitait suivre une carrière musicale. Polaris Entertainment a révélé dans une interview que Rise se préparait à débuter dans un girl group.

## Carrière musicale

### 2013–2014: Débuts musicaux avec Ladies' Code

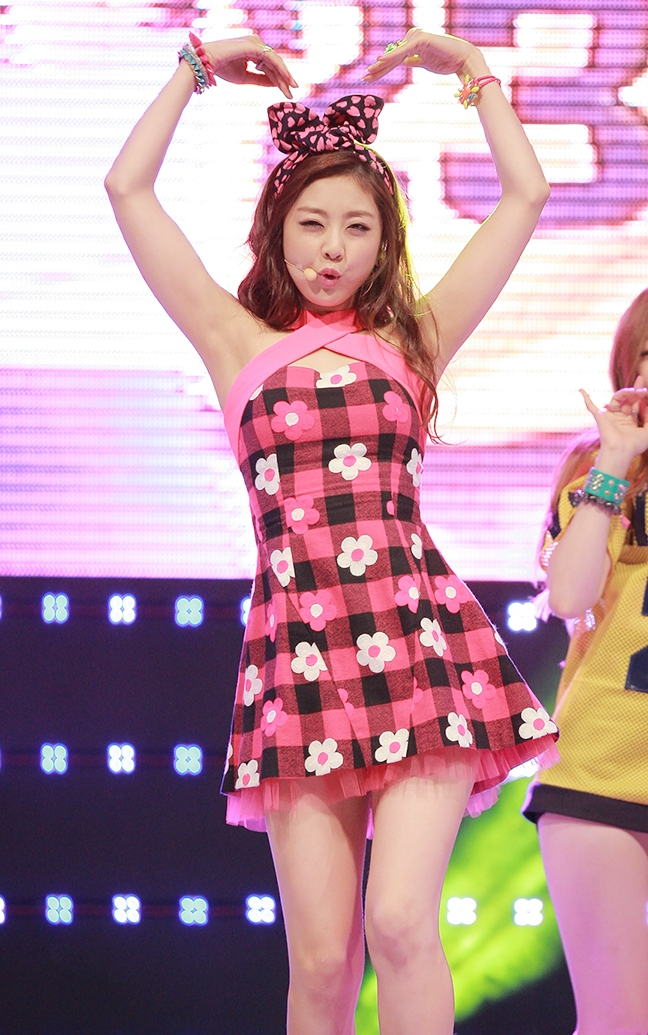
Rise en octobre 2013

Le 24 février 2013, le teaser de Rise paraît sur la chaîne YouTube officielle de Polaris Entertainment. Après une série de vidéo teasers des membres de Ladies' Code, le vidéoclip de leur première chanson est publié le 6 mars 2013. Leur premier mini-album, Code#1 Bad Girl, sort le 7 mars 2013 via les magasins de musique en ligne et le groupe se produit au M! Countdown la même journée.
Le 1er septembre 2013, Ladies' Code sort une vidéo teaser pour la chanson-titre de leur deuxième mini-album, Pretty Pretty. Le vidéoclip de cette chanson est sorti le 3 septembre 2013, et le mini-album intitulé Code#02 Pretty Pretty est sorti le 6 septembre 2013. Le 12 février 2014, le vidéoclip officiel pour leur premier single So Wonderful sort et le groupe a interprété cette nouvelle chanson pour la première fois au M! Countdown le 13 février.
Le 6 août 2014, le vidéoclip de leur deuxième single Kiss Kiss est sorti sur la chaîne YouTube officielle de LOEN Music et le single est sorti le lendemain,.

## Accident de voiture de Ladies' Code
À environ 1h30 du matin le 3 septembre 2014 (KST), Rise a été grièvement blessée au cours d'un accident de voiture alors que le groupe revenait sur Séoul après avoir assisté à l'enregistrement de l'"Open Concert" de KBS au DGIST (et pour finir la promotion de "Kiss Kiss"),. Le manager du groupe, M. Park, qui était au volant, roulait à 137 km/h dans une zone limitée à 100 km/h pour une distance de 30 km. La pluie a rendu la route glissante, causant la perte soudaine du contrôle du véhicule ainsi que l'aquaplaning qui les fera déraper plusieurs fois avant de s'écraser dans un mur protecteur aux alentours de Singal-dong sur la voie rapide Yeongdong,.
Il a été rapporté qu'aucun des airbags de la voiture ne s'est déployé au moment de l'impact. Le temps que les secours arrivent au lieu de l'accident, les blessures de Rise étaient si sévères qu'ils n'ont pas été capables de l'identifier.
Concernant les autres membres du groupe, Ashley et Zuny ont subi des blessures mineures, tandis que Sojung a également été gravement touchée. EunB est morte sur le coup. Park et un styliste ont été légèrement blessés,.

### Décès
Rise a été immédiatement emmenée au Catholic University of Korea St. Vincent's Hospital, où elle a reçu une réanimation cardiopulmonaire d'urgence avant d'être prise en charge au bloc opératoire pour ses blessures sévères au crâne et à l'abdomen. Les chirurgiens ont opéré sa zone crânienne trois fois et ont dû la réanimer par défibrillation lors des procédures. Lors de la quatrième procédure pour son dos durant sa 11e heure de chirurgie, la pression artérielle de Rise a commencé à chuter rapidement, rendant la suite de l'opération incertaine. Elle a été transférée à l'unité de soins intensifs du CHU d'Ajou, où elle est restée dans un état critique. Il a été rapporté que son cerveau était sévèrement enflé et qu'elle était toujours inconsciente. Les médecins surveillaient son état afin de pouvoir reprendre l'opération en toute sécurité.
Rise est décédée à 10h10 (KST) le 7 septembre 2014 au CHU d'Ajou, et ne s'est jamais réveillée de son coma,,. Sa veillée funèbre a eu lieu au CHU d'Anam,,. Ses funérailles en Corée du Sud ont eu lieu au Seoul Memorial Park le 9 septembre 2014. Plusieurs célébrités coréennes se sont rendues à la cérémonie ou ont envoyé des couronnes mortuaires, dont son mentor lors dans Birth of a Great Star Lee Eun-Mi, Roh Ji-hoon et les groupes Super Junior, SHINee, KARA, BESTie, Secret et d'autres encore.
Après les funérailles, elle a été incinérée et ses cendres sont retournées au Japon, où d'autres funérailles ont eu lieu, cette fois pour sa famille et ses amis proches. Elle repose dans sa ville natale, Fukushima.

## Filmographie

### Télévision
| Année     | Titre                         | Rôle      | Chaîne | Notes          |
| --------- | ----------------------------- | --------- | ------ | -------------- |
| 2010–2011 | Star Audition The Great Birth | Elle-même | MBC    | dans le Top 12 |
| 2011      | We Got Married                | Elle-même | MBC    | avec David Oh  |
| 2013      | Splash                        | Elle-même | MBC    |                |
| 2013      | It's a Person Q               | Elle-même | MBC    |                |
| 2013      | 1000 Song Challenge           | Elle-même | SBS    |                |